# Favartia (Favartia) coltrorum
Favartia (Favartia) coltrorum is een slakkensoort uit de familie van de Muricidae. De wetenschappelijke naam van de soort is voor het eerst geldig gepubliceerd in 2005 door Houart.